# インド鉄道WAP5形電気機関車
インド鉄道WAP-5形交流電気機関車（いんどてつどうWAP-5がた交流でんききかんしゃ）は、インド鉄道（Indian Railways）が所有する旅客用交流電気機関車。スイス・ABBとの技術提携により製造された、インドで初めてインバータ制御を採用した電気機関車である。

## 概要
1959年に導入されたWAM-1形以降、インドでは整流器を用いた交流電気機関車が長期に渡って製造されていた。1988年以降はサイリスタ位相制御を採用したWAG-6形が日本やスウェーデンから輸入されたものの、その後製造されたWAG-7形はコスト面を考慮した上で整流器式に戻っていた。だが、旅客列車の高速化や貨物列車の重量化が進行するためには整流子式のままでは保守や出力に難があり、新技術を用いた電気機関車が要望された。
そこでインド鉄道は1993年に欧州企業と技術提携を結び、インバータ制御を使用する三相誘導電動機を搭載した電気機関車を導入する事となった。その中で最初に製造されたのが、ABBの技術を用いた旅客用のWAP-5形である。
電力半導体素子として、ABBが電子機器を担当したスイス国鉄Re460形電気機関車と同様のGTOサイリスタを採用している他、インドの電気機関車で初めて回生ブレーキやディスクブレーキを導入している。営業時の最高速度は160km/hだが、試運転時には最高速度184km/hを記録している。
最初の10両はABBの工場で生産され、貨物用機関車であるWAG-9形と共に1995年にインドへと輸入された。同年より営業運転を開始し、主にシャターブディー急行やラージダーニー急行などの優等列車に使用されている。特にWAP-5形が牽引するハズラト・ニザームッディーン駅 - ジャーンシー駅間を結ぶガティマン急行は、2016年の時点でインド最速の列車である。2000年以降はチッタランジャン機関車工場での国内生産も実施されており、2016年の時点で90両が在籍している。
なお、一部の車両については将来の最高速度200km/h運転に対応すべく歯車比の変更が行われている。

## プッシュプル列車用車両

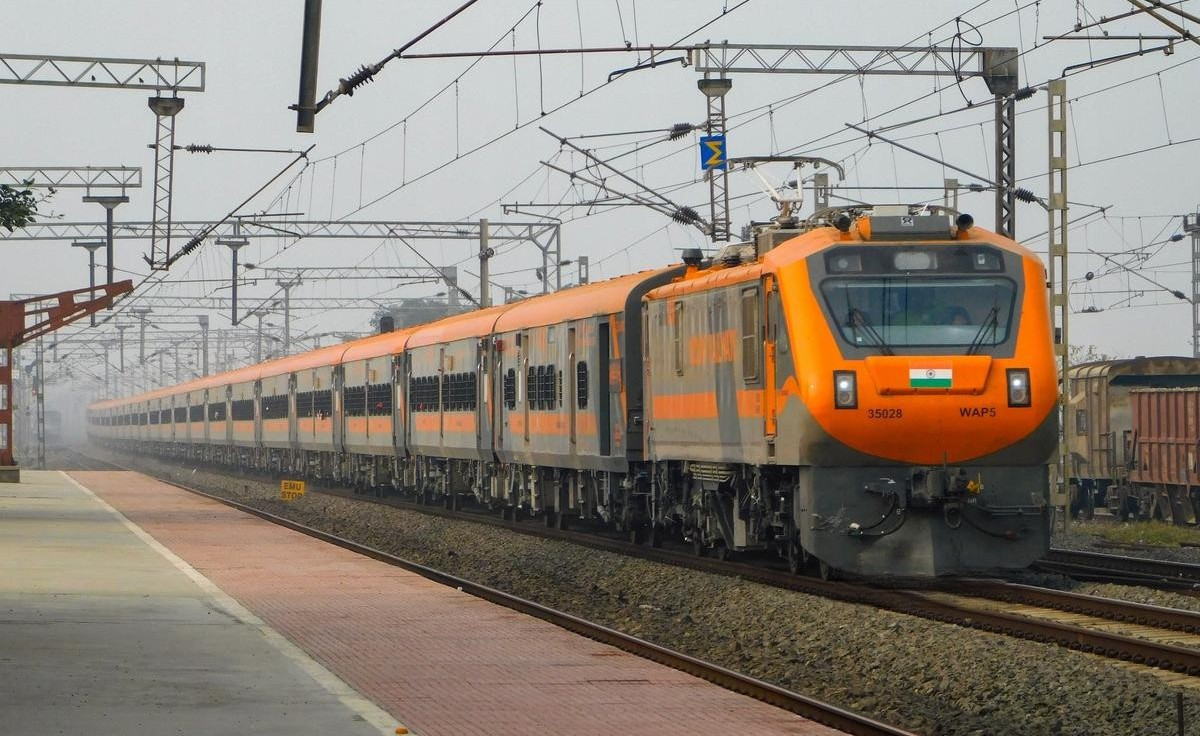
アムリット・バーラト急行を牽引するWAP-5形（2023年撮影）

2020年10月、インド鉄道は高速運転時の空気抵抗の軽減や消費エネルギーの効率化、安定した走行を目的として、旅客客車列車の両端に連結するプッシュプル運転に対応した流線形の車体を有する2両のWAP-5形（35012、35013）を公開した。これらの車両は複合コンバータを有しており、客車列車に電力を供給する事も可能な設計となっており（ヘッド・エンド・パワー）、テジャス急行で使用されている。
その後、2023年からは最高速度130 km/hで走行する高速長距離列車のアムリット・バーラト急行向けの車両として、同じくプッシュプル運転に対応した車体を有するWAP-5形の量産が実施されている。

## ギャラリー

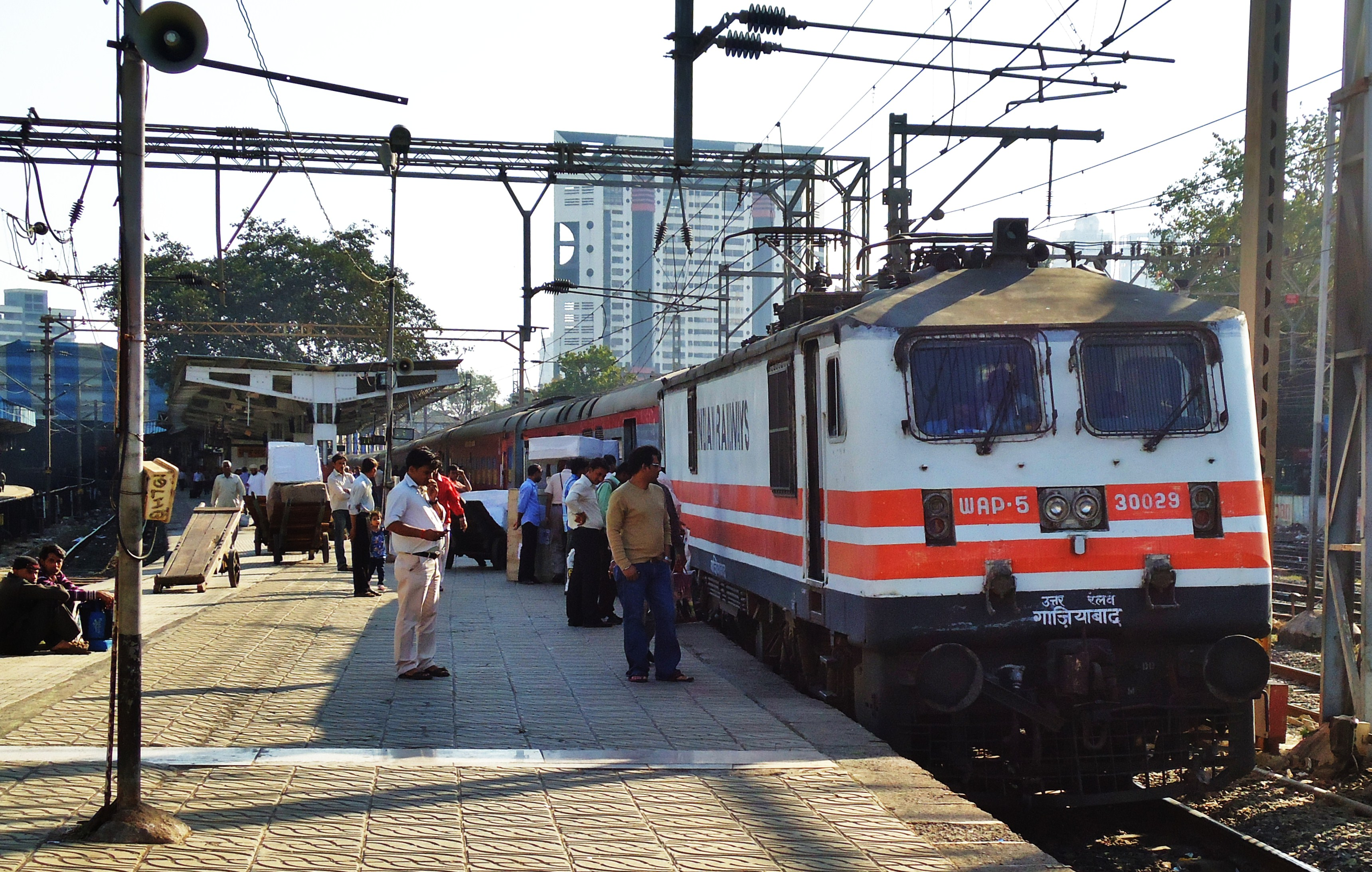
ラージダーニー急行を牽引する30029号機
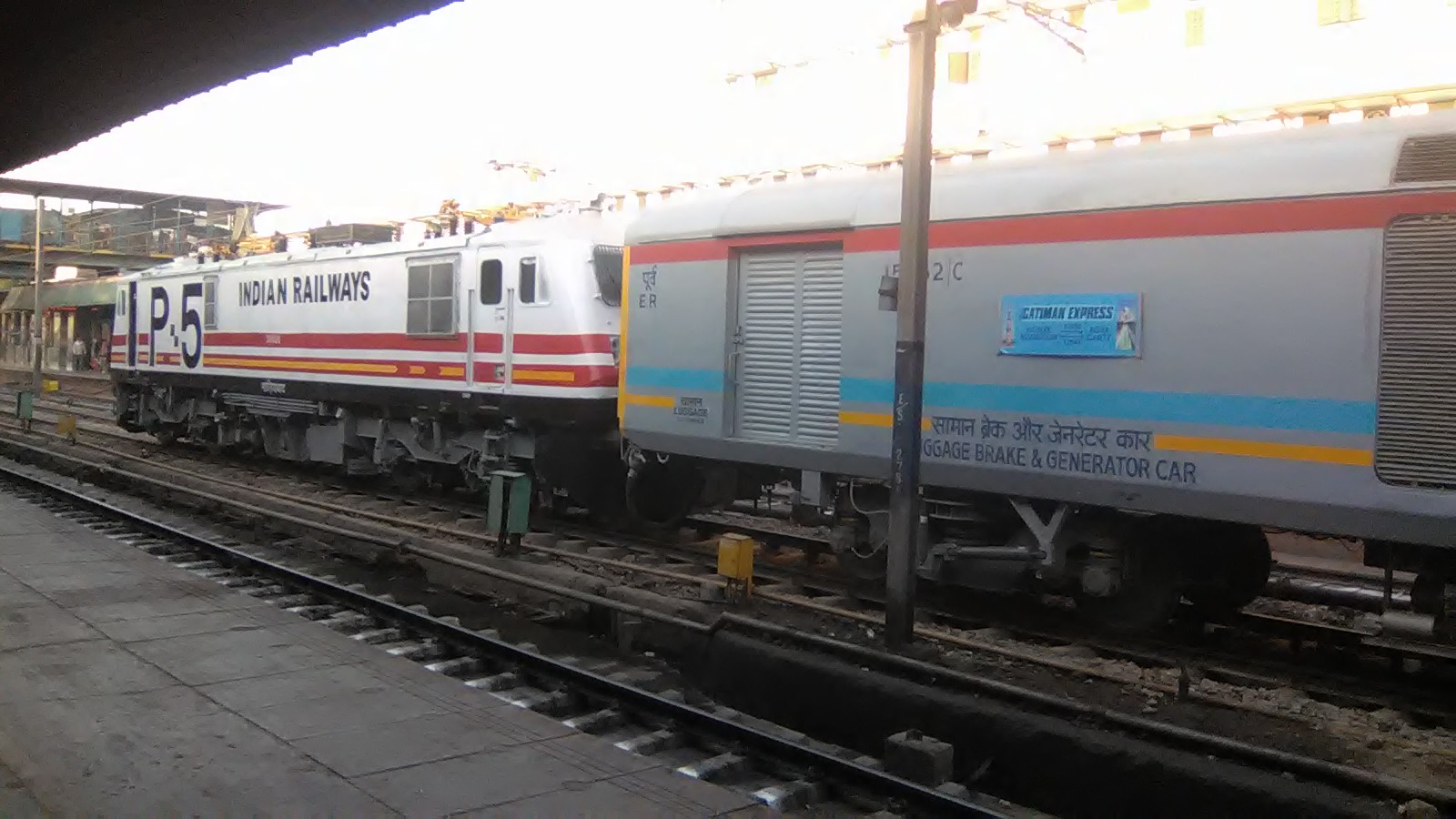
ガティマン急行の先頭に立つWAP-5形
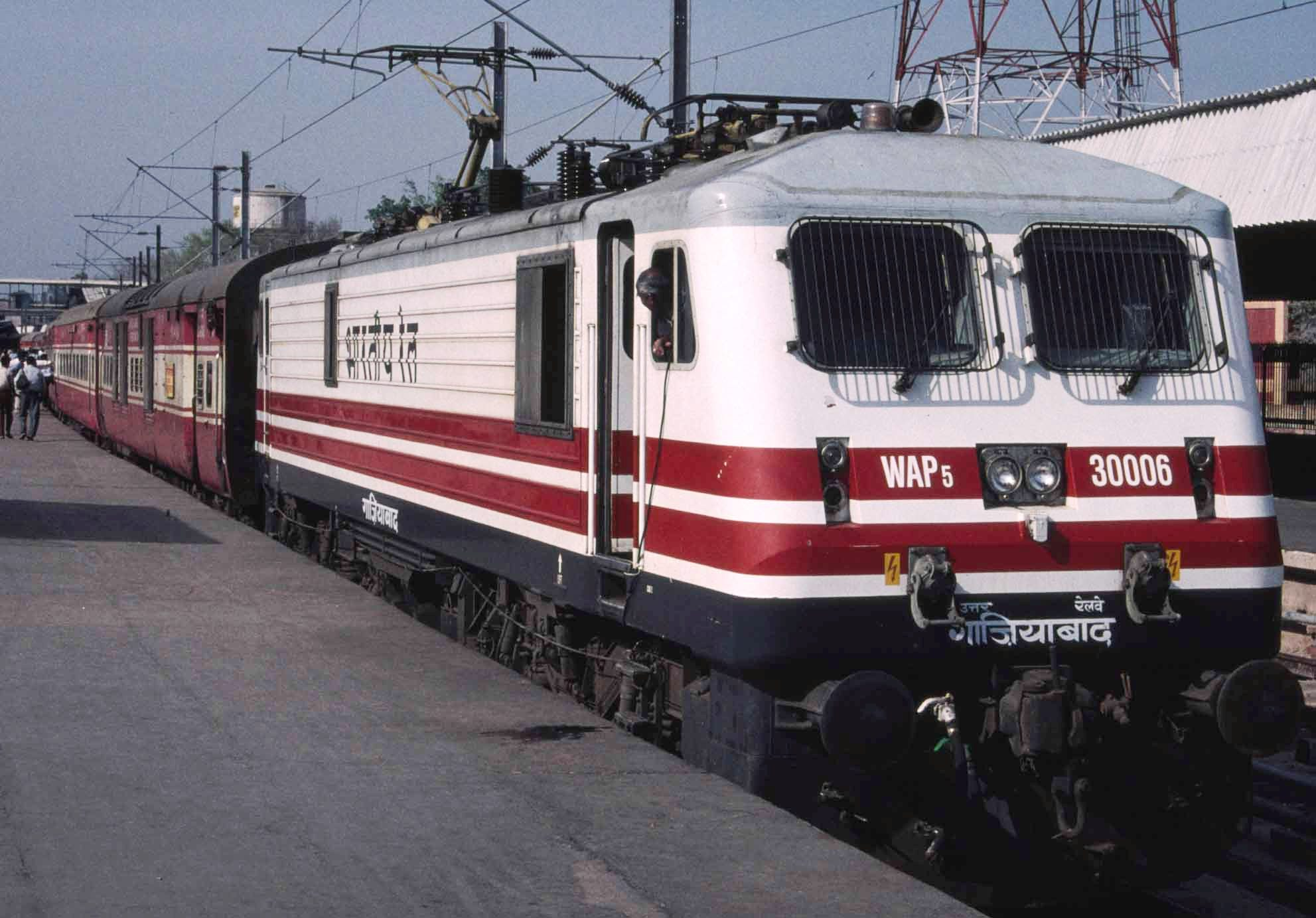
ABB製の30006号機 側面にコルゲート加工が施されている

## 参考資料
- 石田周二、笠井健次郎『交通ブックス 124 電気機関車とディーゼル機関車』成山堂書店、2015年6月。ISBN 978-4-425-76231-6。

- Indian Railways (2016年). “Indian Railways Whitlisting Ahead : Story of Growth and Modernisation” (PDF). 2019年1月21日閲覧。